# Diocesi di Paretonio
La diocesi di Paretonio (in latino: Dioecesis Paraetoniensis) è una sede soppressa del patriarcato di Alessandria e una sede titolare della Chiesa cattolica.

## Storia
Paretonio, identificabile con le rovine di Hîtet-Abu-Chenab presso Marsa Matruh nell'odierno Egitto, è un'antica sede episcopale della provincia romana della Libia Inferiore (Marmarica), suffraganea dell'arcidiocesi di Darni e sottomessa al patriarcato di Alessandria.
Sono tre i vescovi attribuiti da Michel Le Quien a questa diocesi: Tito, che prese parte al concilio di Nicea del 325; Seras, vescovo ariano, che fu tra i padri del concilio di Seleucia del 359; e Caio, che partecipò al concilio convocato da Atanasio ad Alessandria nel 362 per porre fine alle dispute cristologiche sorte dopo il concilio di Nicea.
Dal XIX secolo Paretonio è annoverata tra le sedi vescovili titolari della Chiesa cattolica; il titolo non è più assegnato dall'11 febbraio 1964.

## Cronotassi

### Vescovi
- Tito † (menzionato nel 325)
  - Seras † (menzionato nel 359) (vescovo ariano)
- Caio † (menzionato nel 362)

### Vescovi titolari
- Heinrich Vieter, S.A.C. † (2 gennaio 1905 - 7 novembre 1914 deceduto)
- Giacinto Tonizza, O.F.M. † (7 agosto 1919 - 16 aprile 1935 deceduto)
- François Person, S.M.A. † (9 dicembre 1935 - 8 luglio 1938 deceduto)
- Frans Joseph Bruls Canisius, S.M.M. † (7 gennaio 1939 - 11 febbraio 1964 nominato vescovo di Villavicencio)